# Carl Gustav Rehnskiöld
El comte Carl Gustav Rehnskiöld (Stralsund, 6 d'agost de 1651 - Strängnäs, 29 de gener de 1722) fou un Mariscal de Camp de l'Imperi Suec sota les ordres del Rei Carles XII de Suècia. Tot i el seu caràcter colèric i despòtic, les habilitats militars de Rehnskiöld el va convertir en el principal conseller militar i el segon en la cadena de comandament, només per darrere del monarca. Es guanyà el sobrenom de "Parmenió de l'Alexandre el Gran del nord".

## Biografia
Rehnskiöld nasqué a Stralsund i era fill de Gerd Antoni Rehnskiöld i Birgitta Torskeskål.
Durant la seva carrera, tingué un paper important en la Gran Guerra del Nord. Tingué el comandament de les forces sueques a la batalla de Fraustadt, després de la qual Carles XII l'ascendí a Mariscal de Camp i Comte. Entre els aspectes destacats de la seva carrera, cal remarcar l'exitosa campanya contra la Confederació de Polònia i Lituània, entre 1701 i 1703, i la desastrosa campanya d'Ucraïna que finalitzà en la batalla de Poltava de 1709. Poltava tingué conseqüències catastròfiques per l'exèrcit suec i Rehnskiöld fou capturat pels russos. Restà captiu dels russos fins al 1718.
Va ser un dels més rellevants generals suecs del seu temps, això no obstant, participà en el procés de pèrdua de poder de Suècia com a potència bàltica, en favor del Tsarat rus.